# Giuseppe Wilson
Giuseppe Wilson, detto Pino (Darlington, 27 ottobre 1945 – Roma, 5 marzo 2022) è stato un calciatore e dirigente sportivo italiano, di ruolo libero, capitano della Lazio campione d'Italia nella stagione 1973-74.

## Caratteristiche tecniche
Era un giocatore elegante nei movimenti oltreché grintoso.

## Carriera

### Giocatore

#### Club

##### Cirio e Internapoli
Nacque a Darlington, in Inghilterra, da madre italiana e padre militare dell'esercito britannico conosciuto durante la guerra.
Fin dall'infanzia Wilson crebbe a Napoli, città d'origine di sua madre e iniziò la sua attività calcistica nella squadra aziendale della Cirio, che militava in Serie D.
Passò quindi all'Internapoli quando la società rilevò il titolo sportivo dalla CRAL Cirio, disputando alcuni campionati di Serie C e diventando anche capitano del team.

##### Lazio e New York Cosmos

Wilson in azione per la squadra laziale nel campionato 1979-1980

Nel 1969 fu acquistato dalla Lazio per ricoprire il ruolo di terzino e poi quello di libero.
A Roma disputò dieci campionati, dal 1969 al 1980, nel ruolo di terzino prima e di libero poi. Fu il capitano della squadra capitolina per molti anni, anche nel 1974, anno in cui i biancocelesti, guidati da Maestrelli, vinsero il primo scudetto della loro storia. Fu proprio l'allenatore toscano a volere Wilson come capitano della "sua" Lazio; solo per un periodo della stagione 1974-75 cedette la fascia a Long John Chinaglia, per poi tornare a indossarla raggiungendo il primato di 309 gare da capitano biancoceleste.
Wilson giocò nella squadra romana numerosi campionati – detenendo per anni il record di presenze in campionato in maglia laziale – ad alti livelli, tanto da essere considerato dai tecnici uno dei difensori italiani più forti degli anni 70. Per un breve periodo, a cavallo tra la fine di un campionato italiano di calcio e l'inizio del successivo, si trasferì in prestito temporaneo, su invito dell'amico Chinaglia, ai New York Cosmos, con i quali giocò un solo campionato NASL (1978), vincendo un Soccer Bowl e venendo anche nominato come "Miglior giocatore del Soccer Bowl".
Coinvolto nel 1980 nello scandalo del Totonero, a seguito del quale fu arrestato congiuntamente ai compagni di squadra Cacciatori, Giordano e Manfredonia, fu squalificato dalla giustizia sportiva per tre anni decidendo pertanto di ritirarsi; decisione confermata nel 1982 quando l'amnistia dopo il vittorioso Mondiale lo riabilitò, nonostante avesse ricevuto offerte dalla stessa Lazio e anche da società di serie inferiori per tornare a giocare. A distanza di oltre trent'anni, nel libro di Vincenzo Di Michele "Pino Wilson vero capitano d'altri tempi", lo stesso Wilson ha chiarito ulteriori aspetti di quella vicenda del calcioscommesse che lo vide coinvolto e inoltre, ritornando indietro nel tempo, ha evidenziato come da sempre, nel mondo del calcio, ci sono delle partite ove il risultato è prestabilito pur non essendovi alcun accordo antecedente e nessuno scambio di denaro.

##### Inter Montréal
Torna a giocare nel 1983 con la squadra canadese dell'Inter Montréal, guidata dall'italiano Eddie Firmani, impegnati nel campionato CPSL, che però falliranno nel corso del torneo.

#### Nazionale

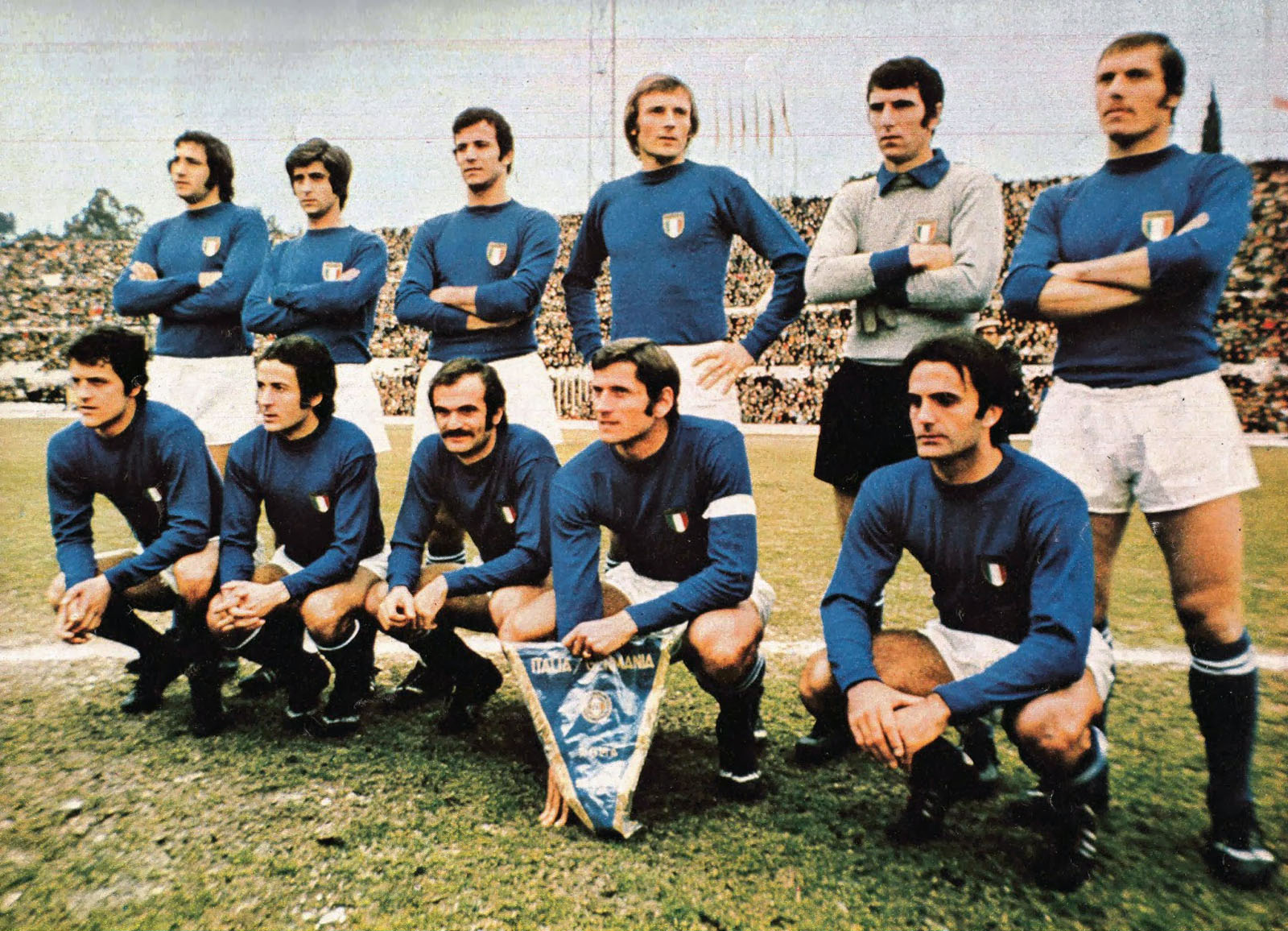
Wilson (ultimo accosciato) esordiente in nazionale nel 1974

Wilson debuttò in nazionale il 26 febbraio 1974 a Roma in un'amichevole contro la Germania Ovest.
Incluso dal C.T. Valcareggi nella rosa dei 22 giocatori al successivo mondiale tedesco, scese in campo nei due incontri finali del girone contro Argentina e Polonia.
Le tre citate furono le sue uniche presenze internazionali.

### Dopo il ritiro
Dal settembre 2010 ricoprí il ruolo di direttore tecnico del Cerveteri, formazione militante nel girone laziale del campionato di Promozione.
Nel marzo 2013 uscì la sua biografia, Pino Wilson vero capitano d'altri tempi scritta da Vincenzo Di Michele e nel 2015 gli fu assegnato il premio “Sette Colli”, riconoscimento riservato alle bandiere biancocelesti.
Intervenne per anni in qualità di opinionista sportivo nei programmi dell'emittente radiofonica romana Radiosei.
Morì improvvisamente il 5 marzo 2022 a 76 anni per un ictus. Dopo i funerali, l'8 marzo, nella basilica del Sacro Cuore di Cristo Re a Roma, fu tumulato al cimitero Flaminio, nella cappella della famiglia Maestrelli, accanto al suo ex allenatore Tommaso Maestrelli e all'ex compagno di squadra Giorgio Chinaglia.

## Statistiche

### Presenze e reti nei club
| Stagione           | Squadra            | Campionato         | Campionato | Campionato | Coppe nazionali | Coppe nazionali | Coppe nazionali | Coppe continentali | Coppe continentali | Coppe continentali | Altre coppe | Altre coppe | Altre coppe | Totale | Totale |
| Stagione           | Squadra            | Comp               | Pres       | Reti       | Comp            | Pres            | Reti            | Comp               | Pres               | Reti               | Comp        | Pres        | Reti        | Pres   | Reti   |
| ------------------ | ------------------ | ------------------ | ---------- | ---------- | --------------- | --------------- | --------------- | ------------------ | ------------------ | ------------------ | ----------- | ----------- | ----------- | ------ | ------ |
| 1962-1963          | Cirio              | D                  | ?          | ?          | -               | -               | -               | -                  | -                  | -                  | -           | -           | -           | ?      | ?      |
| 1963-1964          | Cirio              | D                  | ?          | ?          | -               | -               | -               | -                  | -                  | -                  | -           | -           | -           | ?      | ?      |
| Totale Cirio       | Totale Cirio       | Totale Cirio       | 18         | 0          |                 | -               | -               |                    | -                  | -                  |             | -           | -           | 18     | 0      |
| 1964-1965          | Internapoli        | D                  | 0          | 0          | -               | -               | -               | -                  | -                  | -                  | -           | -           | -           | 0      | 0      |
| 1965-1966          | Internapoli        | D                  | 18         | 0          | -               | -               | -               | -                  | -                  | -                  | -           | -           | -           | 18     | 0      |
| 1966-1967          | Internapoli        | D                  | 34         | 0          | -               | -               | -               | -                  | -                  | -                  | -           | -           | -           | 34     | 0      |
| 1967-1968          | Internapoli        | C                  | 34         | 0          | -               | -               | -               | -                  | -                  | -                  | -           | -           | -           | 34     | 0      |
| 1968-1969          | Internapoli        | C                  | 38         | 0          | -               | -               | -               | -                  | -                  | -                  | -           | -           | -           | 38     | 0      |
| Totale Internapoli | Totale Internapoli | Totale Internapoli | 124        | 0          |                 | -               | -               |                    | -                  | -                  |             | -           | -           | 124    | 0      |
| 1969-1970          | Lazio              | A                  | 28         | 0          | CI              | 1               | 0               | -                  | -                  | -                  | -           | -           | -           | 29     | 0      |
| 1970-1971          | Lazio              | A                  | 29         | 0          | CI              | 3               | 0               | -                  | -                  | -                  | CdF         | 2           | 0           | 34     | 0      |
| 1971-1972          | Lazio              | B                  | 38         | 0          | CI              | 10              | 0               | -                  | -                  | -                  | -           | -           | -           | 48     | 0      |
| 1972-1973          | Lazio              | A                  | 30         | 0          | CI              | 4               | 0               | -                  | -                  | -                  | -           | -           | -           | 34     | 0      |
| 1973-1974          | Lazio              | A                  | 30         | 1          | CI              | 8               | 0               | CU                 | 4                  | 0                  | -           | -           | -           | 42     | 1      |
| 1974-1975          | Lazio              | A                  | 30         | 0          | CI              | 4               | 0               | -                  | -                  | -                  | -           | -           | -           | 34     | 0      |
| 1975-1976          | Lazio              | A                  | 28         | 1          | CI              | 10              | 1               | CU                 | 3                  | 0                  | -           | -           | -           | 41     | 2      |
| 1976-1977          | Lazio              | A                  | 29         | 1          | CI              | 4               | 0               | -                  | -                  | -                  | -           | -           | -           | 33     | 1      |
| 1977-1978          | Lazio              | A                  | 30         | 1          | CI              | 4               | 0               | CU                 | 3                  | 1                  | -           | -           | -           | 37     | 2      |
| 1978               | Cosmos             | NASL               | 16         | 0          | -               | -               | -               | -                  | -                  | -                  | -           | -           | -           | 16     | 0      |
| 1978-1979          | Lazio              | A                  | 29         | 2          | CI              | 4               | 0               | -                  | -                  | -                  | -           | -           | -           | 33     | 2      |
| 1979-1980          | Lazio              | A                  | 23         | 0          | CI              | 6               | 0               | -                  | -                  | -                  | -           | -           | -           | 29     | 0      |
| Totale Lazio       | Totale Lazio       | Totale Lazio       | 324        | 6          |                 | 58              | 1               |                    | 10                 | 1                  |             | 2           | 0           | 394    | 8      |
| 1983               | Inter Montréal     | CPSL               | -          | -          | -               | -               | -               | -                  | -                  | -                  | -           | -           | -           | -      | -      |
| Totale carriera    | Totale carriera    | Totale carriera    | 482        | 6          |                 | 58              | 1               |                    | 10                 | 1                  |             | 2           | 0           | 552    | 8      |

### Cronologia presenze e reti in nazionale
| Cronologia completa delle presenze e delle reti in nazionale ― Italia | Cronologia completa delle presenze e delle reti in nazionale ― Italia | Cronologia completa delle presenze e delle reti in nazionale ― Italia | Cronologia completa delle presenze e delle reti in nazionale ― Italia | Cronologia completa delle presenze e delle reti in nazionale ― Italia | Cronologia completa delle presenze e delle reti in nazionale ― Italia | Cronologia completa delle presenze e delle reti in nazionale ― Italia | Cronologia completa delle presenze e delle reti in nazionale ― Italia |
| Data                                                                  | Città                                                                 | In casa                                                               | Risultato                                                             | Ospiti                                                                | Competizione                                                          | Reti                                                                  | Note                                                                  |
| --------------------------------------------------------------------- | --------------------------------------------------------------------- | --------------------------------------------------------------------- | --------------------------------------------------------------------- | --------------------------------------------------------------------- | --------------------------------------------------------------------- | --------------------------------------------------------------------- | --------------------------------------------------------------------- |
| 26-2-1974                                                             | Roma                                                                  | Italia                                                                | 0 – 0                                                                 | Germania Ovest                                                        | Amichevole                                                            | -                                                                     |                                                                       |
| 19-6-1974                                                             | Stoccarda                                                             | Italia                                                                | 1 – 1                                                                 | Argentina                                                             | Mondiali 1974 - 1º turno                                              | -                                                                     | 66’                                                                   |
| 23-6-1974                                                             | Stoccarda                                                             | Polonia                                                               | 2 – 1                                                                 | Italia                                                                | Mondiali 1974 - 1º turno                                              | -                                                                     | 31’                                                                   |
| Totale                                                                |                                                                       | Presenze                                                              | 3                                                                     |                                                                       | Reti                                                                  | 0                                                                     |                                                                       |

## Palmarès

Wilson, insieme al presidente laziale Umberto Lenzini, mostra all'Olimpico lo Scudetto vinto nella stagione 1973-1974.

### Club
- Campionato italiano: 1 
Lazio: 1973-1974
- North American Soccer League: 1 
New York Cosmos: 1978
- Campionato italiano Serie D: 1 
Internapoli: 1966-1967 (girone F)
- Coppa delle Alpi: 1
Lazio: 1971

### Individuale
- Miglior giocatore del Soccer Bowl: 1
1978